# Jewgeni Stakanow
Jewgeni Stakanow (* 27. Oktober 1980) ist ein ehemaliger tadschikischer Leichtathlet, der sich als Läufer auf die Mittel- und Langstrecke spezialisiert hatte.
Er trat während seiner aktiven Karriere hauptsächlich bei Rennen in Russland an. Seinen größten Erfolg konnte er im Oktober 2003 feiern, als er bei den Zentralasienspielen in Duschanbe, der Hauptstadt seines Heimatlandes, den 3000-Meter-Hindernislauf in 9:16,05 Minuten gewann. Im Oktober 2004 belegte er darüber hinaus bei den in Orenburg ausgetragenen russischen Crosslaufmeisterschaften mit 23:43 Minuten den dritten Platz über acht Kilometer.

## Persönliche Bestleistungen
Stand: 5. August 2021
Freiluft
| Disziplin        | Ort   | Datum          | Zeit        |
| ---------------- | ----- | -------------- | ----------- |
| 800 m            | Tula  | 7. August 2003 | 1:51,02 min |
| 1500 m           | Tula  | 24. Juni 2004  | 3:44,51 min |
| 1 mi             | Tula  | 6. Juni 2004   | 4:07,72 min |
| 3000 m           | Kasan | 9. Juli 2004   | 7:57,03 min |
| 3000 m Hindernis | Tula  | 7. Juni 2003   | 9:04,97 min |

Halle
| Disziplin | Ort       | Datum            | Zeit        |
| --------- | --------- | ---------------- | ----------- |
| 800 m     | Wolgograd | 12. Februar 2002 | 1:53,49 min |
| 1500 m    | Moskau    | 19. Februar 2004 | 3:50,30 min |
| 2000 m    | Moskau    | 7. Januar 2004   | 5:16,22 min |
| 3000 m    | Moskau    | 17. Februar 2004 | 8:18,20 min |